# Haydar Shuja
Haydar Shuja, född 1732, död 1775, var en indisk monark. Han var regerande nawab av Awadh (kung av Oudh) mellan 1754 och 1775.